# Seleção Soviética de Rugby Union
A Seleção Soviética de Rugby Union era a equipe que representava a União Soviética no rugby union mundial.

## História
O rugby union começou a ser praticado na região no início do século XX, oficialmente a partir de 1908, ainda nos tempos do Império Russo. A Revolução Russa provocou a emigração de vários russos e estrangeiros que praticavam o esporte no país; o mais célebre foi Alexander Obolensky, que acabou jogando pela Seleção Inglesa de Rugby e se celebrizando como o recordista de tries em uma única partida de seleções: foram 17 contra o Brasil, em 1936, pelos British and Irish Lions, a seleção que reúne jogadores de Inglaterra, Escócia, País de Gales e Irlanda para turnês de amistosos pelo mundo - naquela ocasião, o destino principal era a Argentina.
Os primeiros campeonatos, contudo, só vieram na época soviética, com o rugby union passando por altos e baixos no país. O primeiro foi realizado em 1936, mas a prática do esporte foi proibida em 1949, já na Guerra Fria, por Stalin, sob o argumento de ser um símbolo inglês inapropriado para a luta anticosmopolita da URSS. Já após a morte do ditador, o rugby union foi retomado em 1957 e o campeonato, em 1966. Em 1967, a recém-fundada federação soviética teve em Vladimir Ilyushin seu primeiro presidente. Por não ser na época uma modalidade olímpica, o esporte demorou a engrenar no país. A primeira partida de uma seleção soviética só ocorreria em 1975.
Somente a partir da década de 1980 que o rugby union conseguiu um grande crescimento na URSS, com a seleção alcançando quatro vice-campeonatos no Torneio Europeu das Nações, maior logro dos russos no esporte até a classificação da própria Seleção Russa de Rugby Union para a Copa do Mundo de Rugby Union de 2011. Para a primeira Copa, a de 1987, a emergente seleção soviética fora uma das convidadas a participar, sendo a única a recusar, sendo então substituída pela dos rivais Estados Unidos. A razão teria sido a participação da África do Sul na mesa das negociações do torneio, embora a seleção dela estivesse proibida de participar dele, pelo boicote internacional (incluindo o soviético) ao apartheid.
Em desmantelamento, a URSS não participou das eliminatórias para a Copa do Mundo de Rugby Union seguinte, a de 1991; apenas sua seleção feminina participou de um mundial, também naquele 1991, o último ano do país.
Vladimir Ilyushin, o primeiro presidente da federação soviética, entrou postumamente para o Hall da Fama da International Rugby Board em 2013. Ele falecera em 2010, dois dias depois da seleção russa conseguir sua primeira classificação para a Copa do Mundo. Ilyushin fora um dos fundadores da federação de rugby union da Rússia, após a dissolução da União Soviética. Além da Rússia, a outra nação da antiga URSS mais evoluída no rugby union é a Geórgia, que já esteve em três Copas do Mundo.
Dos antigos clubes soviéticos de rugby union, muitos são notáveis pelos departamentos de futebol, casos dos russos Spartak Moscou, Kuban Krasnodar, Dínamo Moscou e Lokomotiv Moscou  (os dois últimos, após o fim da URSS, deixaram o rugby union e passaram a jogar o rival rugby league, cuja seleção russa esteve em uma Copa do Mundo antes, em 2000) e os georgianos Dínamo Tbilisi e Lokomotiv Tbilisi.

## Desempenho em Copas do Mundo
| Ano  | Desempenho                       | Jogos | Vitória | Empate | Derrota |
| ---- | -------------------------------- | ----- | ------- | ------ | ------- |
| 1987 | Convidada, mas recusou           | 0     |         |        |         |
| 1991 | Não participou das eliminatórias | 0     |         |        |         |